# Arkadija Olenska-Petryschyn
Arkadija Olenska-Petryschyn (ukrainisch Аркадія Оленська-Петришин, englisch Arcadia Olenska-Petryshyn; * 19. Juni 1934 in Rosnoschynzi, Ukrainische SSR; † 6. Mai 1996 in North Brunswick, New Jersey, Vereinigte Staaten) war eine in den USA tätige ukrainische Grafikerin, Malerin, Kunstkritikerin und Herausgeberin.

## Leben
Arkadija Olenska-Petryschyn kam im Dorf Rosnoschynzi (Розношинці) in der ukrainischen Oblast Ternopil zur Welt.
Nach der sowjetischen Besetzung der Westukraine wanderte ihre Familie nach Rottenburg bei Wien aus, kehrte jedoch 1941 zurück in die Ukraine. Zum Ende des Zweiten Weltkriegs hin verließ ihre Familie 1944 abermals die Sowjetunion und lebte mehrere Jahre in Augsburg in einem Lager für Vertriebene, bis sie schließlich 1949 nach New York emigrierte.
Dort absolvierte Arkadija 1955 das Hunter College (Bachelor) und heiratete 1956 den Mathematiker und Forscher Wolodymyr Petryschyn  (22. Januar 1929 – 21. März 2020).
Nachdem sie 1963 das Hunter College als Master der Kunstgeschichte abgeschlossen hatte organisierte sie in New York ihre erste Einzelausstellung und arbeitete an der Fakultät für Kunstgeschichte der University of Chicago. Außerdem eignete sie sich Fertigkeiten im Gravieren und Ätzen an und wurde Herausgeberin des Literatur- und Kulturmagazins „Modernity“. Nach Reisen durch Arizona und Kalifornien begann sie mit dem Malen und Gravieren von Kakteen.
Olenska-Petryschyn hatte, neben Gruppenausstellungen auch 54 Einzelausstellungen in verschiedenen Museen und Galerien in Städten der Vereinigten Staaten sowie unter anderem in Cannes, Toronto, Antwerpen, Brüssel und Shenyang.
Ab Ende der 1980er Jahre besuchte Olenska-Petryschyn oftmals die Ukraine, wo sie u. a. Vorträge hielt, Artikel über zeitgenössische ukrainische Kunst schrieb sowie große Kunstprojekte organisierte. Zudem hatte sie zahlreiche Einzelausstellungen unter anderem in Kiew, Lwiw, Odessa, Charkiw, Dnipropetrowsk und Poltawa.
Am Morgen des 6. Mai 1996 wurde sie im Alter von 61 Jahren von ihrem Ehemann Wolodymyr Petryschyn nach einem Streit erschlagen. Da ihr Mann zuvor einen völligen Nervenzusammenbruch erlitten hatte, wurde er wegen Unzurechnungsfähigkeit im August 1997 nicht wegen Mordes verurteilt.
Sie wurde auf dem Friedhof der St. Andrew Memorial Church in South Bound Brook bestattet.